# Psechrus triangulus
Psechrus triangulus är en spindelart som beskrevs av Yang et al. 2003. Psechrus triangulus ingår i släktet Psechrus och familjen Psechridae. Inga underarter finns listade i Catalogue of Life.